# Lacinipolia papka
Lacinipolia papka är en fjärilsart som beskrevs av Barnes och Benjamin 1929. Lacinipolia papka ingår i släktet Lacinipolia och familjen nattflyn. Inga underarter finns listade i Catalogue of Life.